# Новоникольский (Орловская область)
Новоникольский — опустевший посёлок в составе Болховского района Орловской области, входит в Боровское сельское поселение.

## География
Посёлок расположен в центральной части Среднерусской возвышенности в лесостепной зоне, на севере Орловской области и находится по берегу реки Рог.
Географическое положение
в 2 км. — административный центр поселения деревня Козюлькина, в 12 км — административный центр района
Климат
близок к умеренно-холодному, количество осадков является значительным, с осадками даже в засушливый месяц. Среднегодовая норма осадков — 627 мм. Среднегодовая температура воздуха в Болховском районе — 5,1 °C.

## Население
| 2010 |
| ---- |
| 0    |

национальный состав
Согласно результатам переписи 2002 года, в национальной структуре населения
русские составляли 100 % из общей численности населения в 7 жителей